# Hyperomyzus accidentalis
Hyperomyzus accidentalis är en insektsart som först beskrevs av Frank Hall Knowlton 1929.  Hyperomyzus accidentalis ingår i släktet Hyperomyzus och familjen långrörsbladlöss. Inga underarter finns listade i Catalogue of Life.